# 菅正利

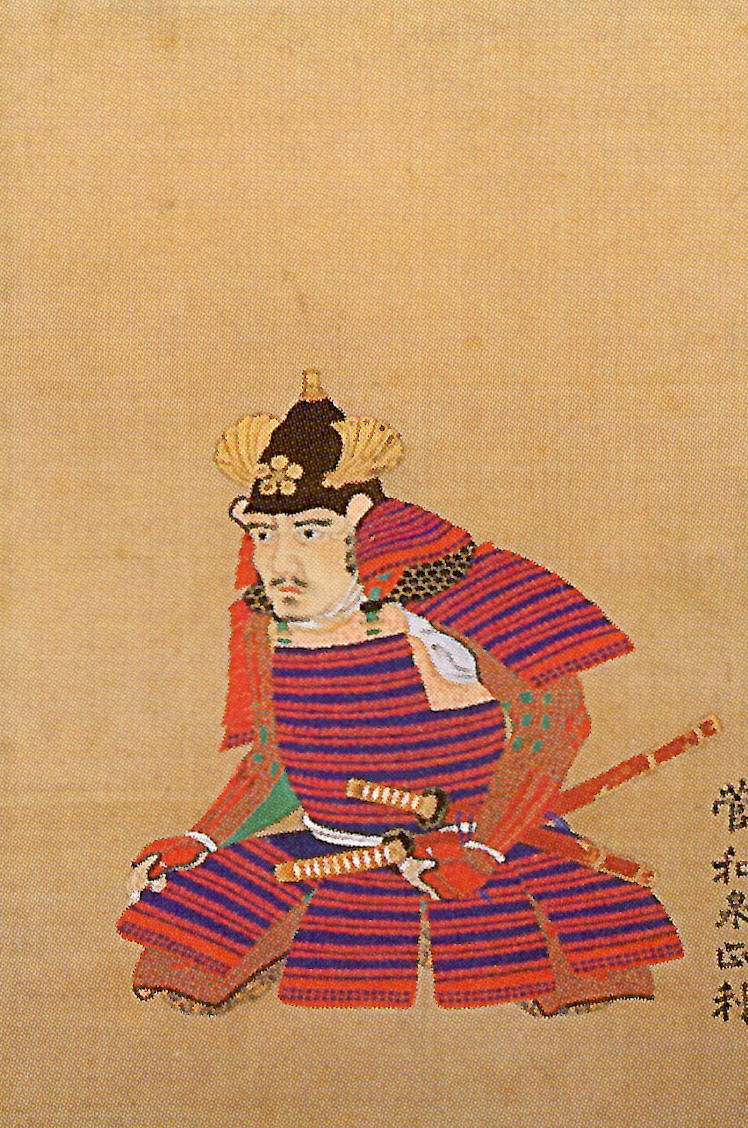
菅正利

菅正利（日语：／ Kan Masatosi，1567年10月21日（永祿10年9月19日）—1625年8月2日（寬永2年6月29日））日本戰國時代、安土桃山時代的武將，江戶時代初期的劍豪。黑田家臣，黑田二十四騎之一。幼名孫次郎，通稱六之助，又名政利、忠利，號松隱宗泉，官稱和泉守。好用法螺貝形兜、鹿角脇立頭型兜，毛引威胴具足，馬印為雁之丸。

## 經歷

### 出身
正利出生於新宮町市野保，據《菅氏家譜》所載是個六尺二吋身材壯碩的大男。
出身於美作菅家黨，為當地名族，受守護赤松氏的分派鎮守城山城，在正利祖父的時候開始沒落，到正利父親正元一代，在連年戰亂中菅氏遭到波及而失去了原有的領地。
最後正利於天正九年(1581年)時投向小寺家家老小寺孝高，也就是後來被羽柴秀吉(豐臣秀吉)任為軍師的黑田孝高(黑田官兵衛如水)麾下。

### 轉戰國內外
天正十一年(1583年)，４月正利隨黑田孝高參加豐臣秀吉對抗柴田勝家的賤岳之戰，１７歲甫初陣便在戰陣斬取兩顆首級立下武勳。同十二年又參加了岸和田之陣立下一番槍的戰功，奮勇切入敵陣在早晚兩場戰事中擊散了敵軍並討取首級再次獲得勇名。
天正十五年(1587年)參加九州征伐，隨黑田軍與豐臣秀長一同進軍至日向，4月1４日與島津大軍激戰，正利率少數兵力奮勇競相追擊敵方大部兵力討取敵將獲得高名，此時正利發現敵軍後方牽引自軍入深處並有足輕持鐵砲埋伏，及時阻止友軍的追擊，使黑田軍沒有遭受島津釣野伏戰法的大損害。
在天下大事底定後黑田孝高被秀吉封在豐前六郡，領十八萬石，正利也在黑田家豐前入國時受賜二百石。
然而舊領主城井鎮房卻不願這樣失去自己的領地，趁肥後出現一揆，孝高出陣協助平亂只有其子黑田長政守城之時與如法寺輝則、緒方維綱、日熊直次等人掀兵反攻，黑田長政從木井谷借道法然寺攻打城井谷，但是卻中了城井鎮房的埋伏而敗走，在槍林箭雨之中菅正利將自己的戰馬讓給長政，長政藉此逃出生天，戰後正利因此功受賜朱具足，且因黑田家臣稱讚褒美正利以往的戰功，又從長政處受領名刀匠貞宗的脇差。
之後正利隨黑田長政參加文祿、慶長之役攻打朝鮮，率足輕二十人出陣。攻朝初期一路順風，６月１４日至平壤大同江支流平安川時，正利在江岸邊與敵將搏鬥，後又一敵將想組討正利，三人混鬥之際落入江中，之後正利的家臣靠著正利的雁之丸馬印找到正利而將正利拉上岸，這時正利繼續與一同落水之敵兵搏鬥，在互相反覆壓制之際，正利取出脇差將二人討取，主君長政見其之奮勇給予了褒讚，並賜與采配。

### 飛刀弒猛虎
文祿三年(1594年)，黑田軍駐守機張城，主公黑田長政一日決定舉行虎狩，行至中途時側旁突然竄出一隻猛虎，猛虎連續撲殺兩名足輕，菅和泉當時穿著朱具足，立時拔出腰間二尺三寸備前吉次的名刀，不退反進地將刀飛投而出，猛虎一刀斃命，復一刀砍下猛虎的頭，雖然與後藤基次一同遭到主公黑田長政斥責：「大將應愛惜生命不該冒險」，但此事仍成為佳話被記載於《常山記談》等書記中，後來正利殺虎的刀受大德寺之僧春屋賜名「斃秦」，並在刀上刻了秦字，因秦是中國古代被視為有如虎狼之國家，配合此刀殺虎之事故名，更於之後林羅山也引用周處除三害之南山殺虎之事替此刀取名「南山」。

### 日本之張遼
慶長二年(1597年)，正利隨長政和毛利秀元三萬餘軍力於稷山一役與明將解生、楊登山、牛伯英等對戰遭到苦戰，黑田二十四騎皆奮勇殺敵突圍，當中正利率自身所部之殘兵殺進大部敵陣中，奮迅追討了2里，但此時敵方一名驍將騎馬射箭射殺不少黑田軍兵，抵制了黑田軍的攻勢，這時正利保護主君長政無懼其弓矢拍馬揮刀欲將其討取，在被射中右耳的狀況下仍將其由首砍至胸，取下首級拎著其頭顱回歸，長政對其武運之強大感欣慰，但傷口卻因箭上之毒而發炎化膿，且右耳常出血而導致右臉泛紅呈現凶像，往後竟然能使原本在哭泣的小孩見到甚至聽聞到正利皆閉口不哭，也因此正利被譽為有如同樣能令哭泣的小孩閉口之三國名將張遼，主君長政甚至孝高也於之後感念正利之殊功而常邀其飲茶並復談此事，使得家中年輕武士常常談起正利此戰的武勇而讚不絕口，算是撫平了正利在傷口癒合後留下傷疤而破相的不快 。

### 關原的戰功
朝鮮之役後正利因陣中的表現得到讚賞增加五百石知行，於關原之戰中任使者為說服小早川秀秋改投東軍一事努力奔走，並作為長政的軍事參謀出謀劃策，擔當東軍的右翼先鋒布陣於丸山，和白石庄兵衛一同率領五十挺鐵炮隊參戰，與西軍實際的主帥石田三成軍交戰，以鐵砲射擊石田方先鋒左翼島左近的部隊並將其射傷，混戰中正利之弟菅正辰戰死，但據說後來在跟島左近的二度交鋒中，就是由正利將他親手射殺。

### 家中的支柱
戰後黑田長政得到筑前名島五十二萬三千石的領地，正利也因積功拜領高祖古城三千石，並且長政因正利的諸多戰功而想讓其出任家老，但正利以因朝鮮作戰而破相，若成為家老跟隨長政出席江戶幕府之家康面前恐將蒙羞為由辭退，但仍與黑田家第一家老井上之房共同相議政事，替長政處理、傳達筑前領地的大小事務，成為了家中的支柱，並且負責輔佐長政的繼承人黑田忠之。晚年隱居將俸祿讓給嫡子菅重俊繼承，此時長政安排正利鎮守福岡城南丸為城番。後來正利的孫子代時，菅家領地被削減剩十分之一，直至明治。

### 泉川的由來
元和四年(1618年)黑田長政打算開發北九州筑前系島一帶的新田，並交由正利承包開發事宜並管理，對早良川河口進行干拓，當中所整治的河川因正利的和泉守之名而被稱為泉川。並且箱崎一帶因正利的松樹植株也培育了一地千代松原，也於糟屋郡新原村・志摩郡新田村進行了新田開發。

### 劍豪、茶人的一面
菅正利擅長茶道、劍術，曾經自行製作茶尺，到幕末時期還流傳在崇福寺，但正利還是特別熱愛劍道，當宮本無二齋(新免無二，宮本武藏之父)入仕黑田家時，正利便向他學習劍道跟十手術，後來劍聖上泉信綱之甥疋田景兼(疋田文五郎、豐五郎)出遊諸國來到豐前時，正利亦入其門習得疋田流奧義，因此正利也以一名劍豪而聞名。

## 外部連結
1. 黑田二十四騎、菅正利
2. 黒田武士顕彰会、 （页面存档备份，存于）、 （页面存档备份，存于）